# جود بوشلر
جود بوشلر (بالإنجليزية: Jud Buechler)‏ مواليد 19 يونيو 1968 في سان دييغو، هو مدرب كرة سلة أمريكي ولاعب سابق. بدأ مسيرته الاحترافية في سنة 1990. تم اختياره من قبل فريق سياتل سوبرسونيكس خلال الدرافت. وهو مدرب مساعد لفريق لوس أنجلوس ليكرز. يبلغ طوله 6 قدم 6 بوصة (2.0 م). اعتزل اللعب في 2002.

## المسيرة الاحترافية
لعب مع بروكلين نتس من سنة 1990 إلى 1992، ثم لعب مع سان أنطونيو سبرز في سنة 1991، ثم لعب مع غولدن ستايت ووريورز من سنة 1991 إلى 1994، ثم لعب مع شيكاغو بولز من سنة 1994 إلى 1998، ثم لعب مع ديترويت بيستونز من سنة 1998 إلى 2001، ثم لعب مع فينيكس صنز في سنة 2001، ثم لعب مع أورلاندو ماجيك في موسم 2001–2002.

## روابط خارجية
- جود بوشلر على موقع إن بي أي (الإنجليزية)
- جود بوشلر على موقع سبورتس رفرنس (الإنجليزية)
- جود بوشلر على موقع كرة السلة الأوروبية.كوم (الإنجليزية)
- جود بوشلر على موقع كلية كرة السلة في سبورتس رفرنس.كوم (الإنجليزية)
- جود بوشلر على موقع ريلجم (الإنجليزية)
- جود بوشلر على موقع بروبوليرز (الإنجليزية)
- جود بوشلر على موقع سبورتس رفرنس (الإنجليزية)
- جود بوشلر على موقع قاعدة بيانات الكرة الطائرة الشاطئية (الإنجليزية)